# Perimele (Tochter des Hippodamas)
Perimele  (altgriechisch Περιμήλη Perimḗlē) ist eine Nymphe aus der griechischen Mythologie.
Sie ist die Tochter von Hippodamas und wurde von dem Flussgott Acheloos geliebt, der sich heimlich mit ihr traf. Als ihr Vater ihr Verhältnis entdeckte, stieß er sie von einer Klippe ins Meer. Acheloos hielt sie für eine Weile über den Wellen und flehte Poseidon (Neptun) an, ihr zu helfen. Dieser verwandelte sie in eine Insel, die ihren Namen trug und zu den Echinaden gehört.
Auf einem Perimele Acheloo amata in insulam betitelten Kupferstich von Johann Wilhelm Baur (1607–1640) aus seinem Bellissimum Ovidii theatrum, einer Illustrationsfolge zu den Metamorphosen Ovids, wird die Geschichte lapidar zusammengefasst:
Der Perimele ihre Schand

macht sie im See zu einem Land.

## Quelle
- Ovid, Metamorphosen 8,591–611